# Volavčík člunozobý
Volavčík člunozobý (Cochlearius cochlearius) je volavkovitý pták příbuzný kvakošům (tvoří s nimi podčeleď kvakoši). Podle některých vědců je ale natolik zvláštní, že ho zařazují do zvláštní monotypické čeledi Cochlearidae, tedy zcela mimo volavky.
Žije v porostech mangrove, v močálech od Mexika po Peru a Brazílii. Je to noční pták velký zhruba 54 cm. Živí se rybami, korýši a hmyzem. Snáší 2-4 vajíčka.

## Chov v zoo
Volavčík člunozobý je v rámci Evropy chován v necelých třiceti zoo. V Česku tento druh chovají dvě zoo: Zoo Praha a Zoo Zlín. Prvoodchov mezi českými zoo si připsala Zoo Praha v roce 1999.

### Chov v Zoo Praha
První jedinec tohoto druhu se v Zoo Praha objevil v roce 1950. K úspěšnému odchovu došlo v roce 1999. Jednalo se zároveň o český prvoodchov. V roce 2017 se podařilo odchovat čtyři mláďata. Ke konci roku 2017 bylo chováno sedm jedinců.
Aktuálně jsou volavčíci umístěni v expozičním celku Ptačí mokřady v dolní části zoo.